# 库埃瓦斯拉夫拉达斯
库埃瓦斯拉夫拉达斯，是西班牙阿拉贡自治区特鲁埃尔省的一个市镇。总面积41平方公里，总人口131人（2018年），人口密度4人/平方公里。